# Losovaara (kulle i Kehys-Kainuu)
Losovaara är en kulle i Finland.   Den ligger i den ekonomiska regionen  Kehys-Kainuu  och landskapet Kajanaland, i den centrala delen av landet, 500 km nordost om huvudstaden Helsingfors. Toppen på Losovaara är 261 meter över havet.
Terrängen runt Losovaara är huvudsakligen platt. Runt Losovaara är det mycket glesbefolkat, med 4 invånare per kvadratkilometer.